# Talaria

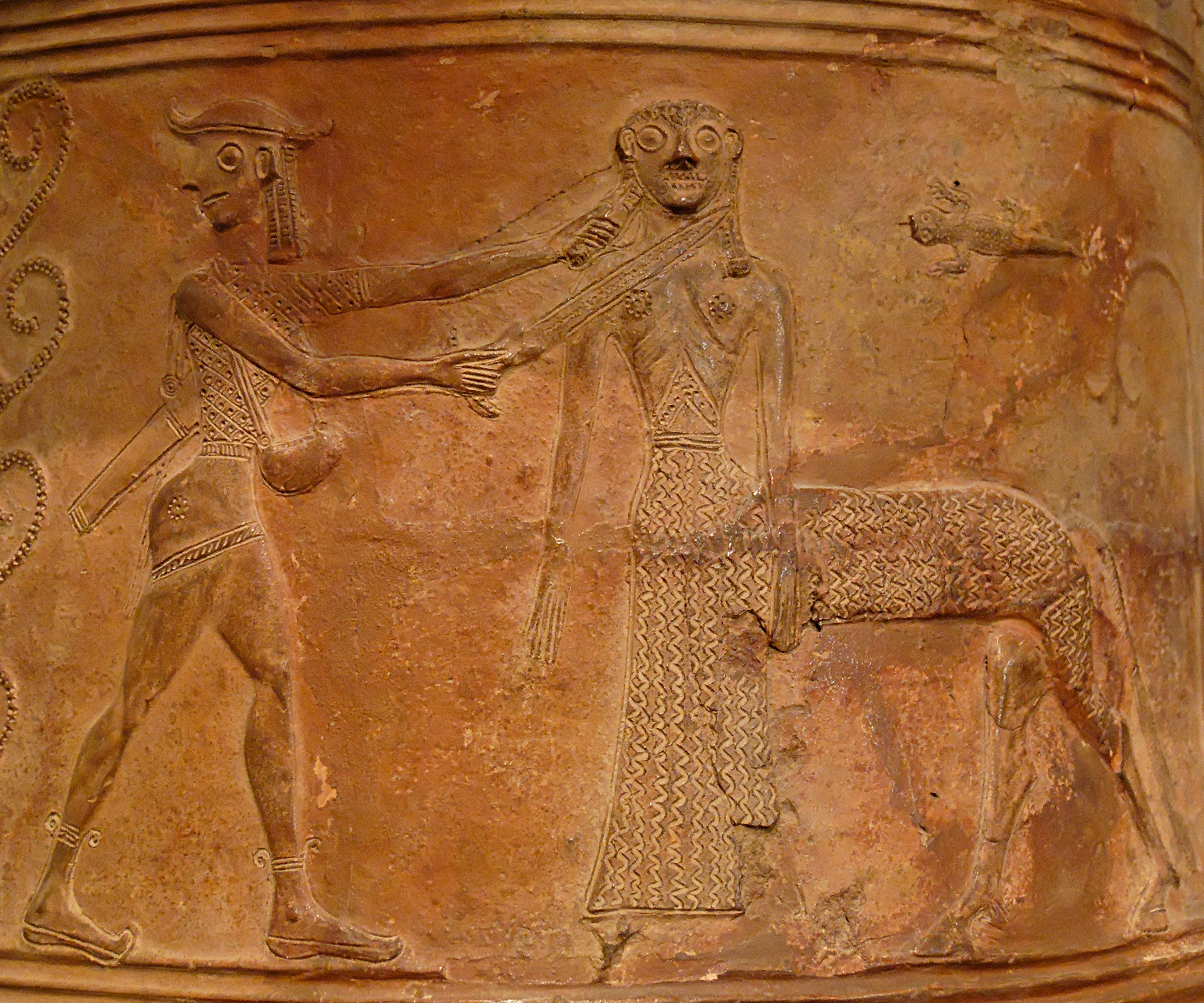
Une des plus anciennes représentations connues : Persée, portant des talaria et la kibisis jetée sur l'épaule, détourne la tête pour tuer Méduse, pithos orientalisant à reliefs,, musée du Louvre (c. 795)

Dans la mythologie grecque, les talaria (du latin : talaria, pluriel neutre de talaris, qui signifie « de la cheville »), talonnières ou sandales ailées sont un des attributs d'Hermès.
Les talaria sont attestées dès Homère, qui les qualifie de ἀμϐρόσια χρύσεια / ambrósia khrúseia (« immortelles/divines et en or ») :

« [Hermès] noua sous ses pieds ses divines sandales, qui brodées de bel or, le portent sur les ondes et la terre sans borne, vite comme le vent […]. »

Cependant, les ailes ne sont pas mentionnées chez le poète. Il faut attendre pour cela Le Bouclier d'Héraclès, qui le premier parle de πτερόεντα πέδιλα / pteróenta pédila, littéralement « sandales ailées ». Les auteurs postérieurs reprennent tous cette caractéristique.
Attribut naturel du dieu, ils jouent aussi un rôle dans le mythe de Persée, puisque le héros les chausse avant d'aller combattre Méduse. Chez Eschyle, Persée est équipé directement par Hermès. Cependant dans une tradition mieux attestée, le héros doit récupérer les sandales chez les Grées avec la kunée et la kibisis. Mais comme le souligne Timothy Gantz, on voit mal pourquoi Hermès n'avait pas avec lui ses propres sandales, ni Hadès son propre casque.